# Rahay
Rahay település Franciaországban, Sarthe megyében. Lakosainak száma 160 fő (2022. január 1.). Rahay Valennes, Baillou, Sargé-sur-Braye, Berfay, Conflans-sur-Anille, Marolles-lès-Saint-Calais és Saint-Calais községekkel határos.

## Népesség
A település népességének változása:
| Lakosok száma | 204  | 190  | 184  | 158  | 154  | 151  | 147  | 154  | 160  |
|               | 2013 | 2015 | 2016 | 2017 | 2018 | 2019 | 2020 | 2021 | 2022 |